# Pterolophia
Pterolophia – rodzaj chrząszczy z rodziny kózkowatych i podrodziny zgrzypikowych. 

## Zasięg występowania
Przedstawiciele tego rodzaju występują w Afryce, Azji, Australii oraz Oceanii.

## Systematyka
Do Pterolophia należy 806 gatunków i 30 podrodzajów:

## Przypisy

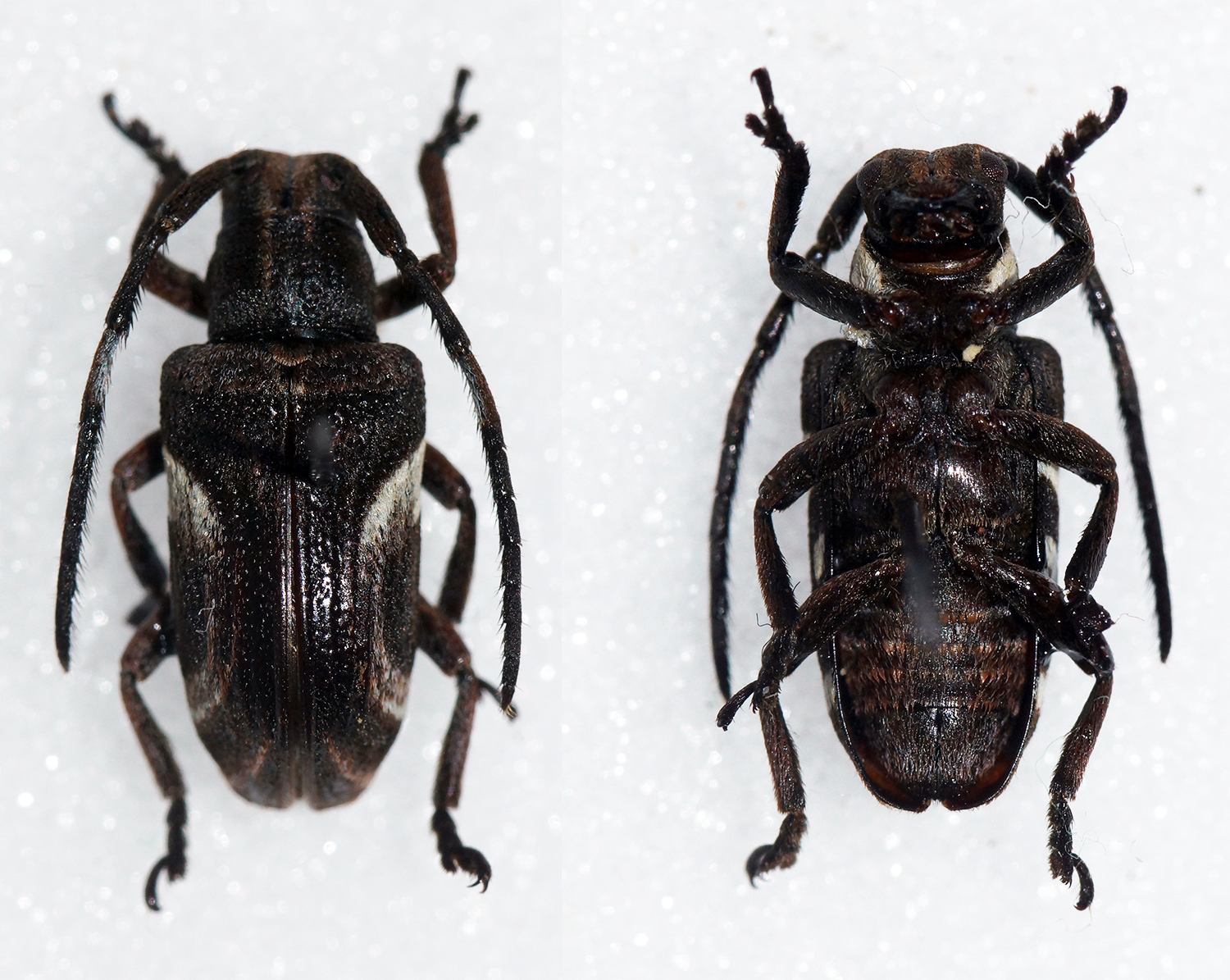
Pterolophia lateralis spp. formosana

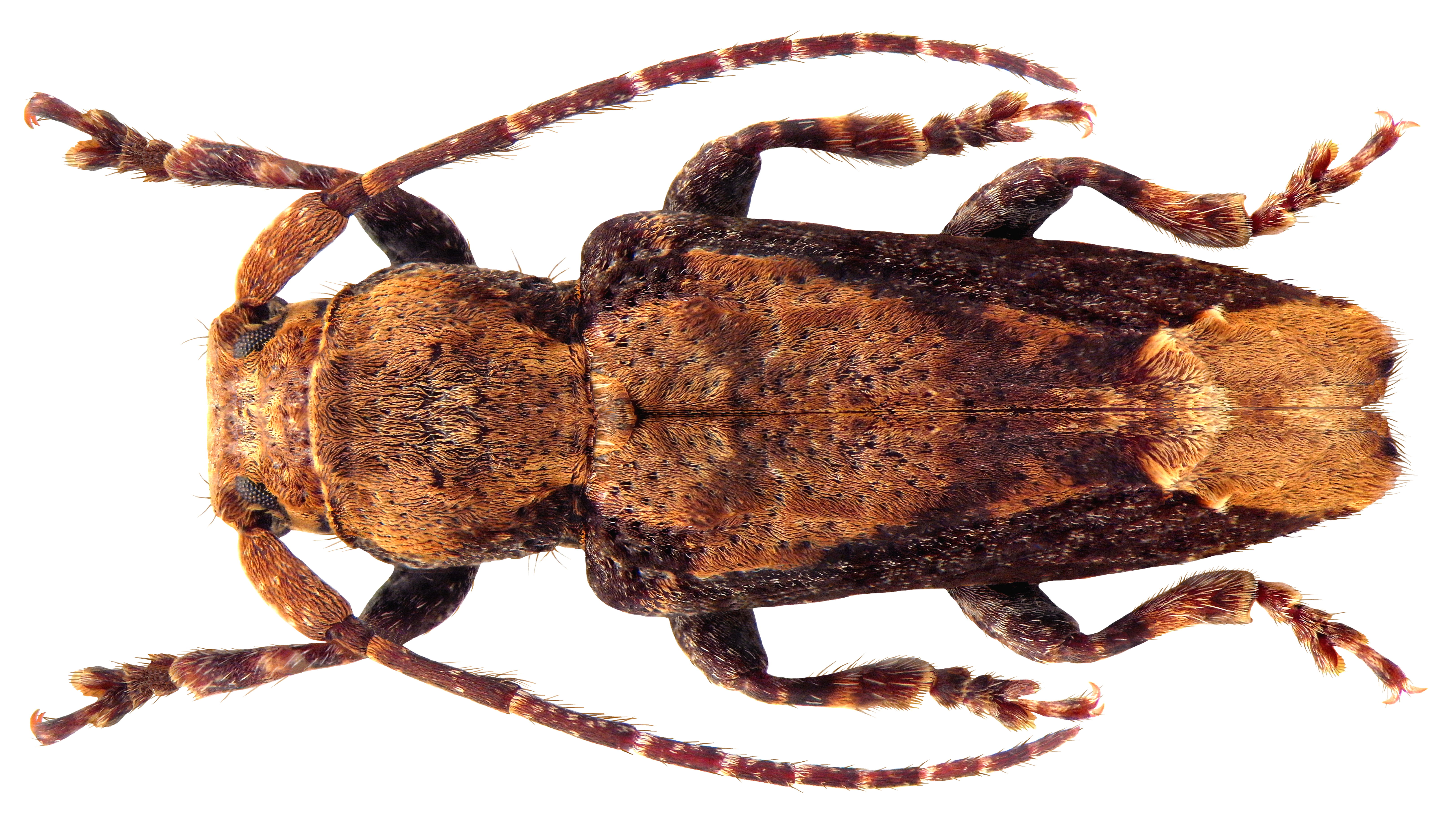
Pterolophia crassipes

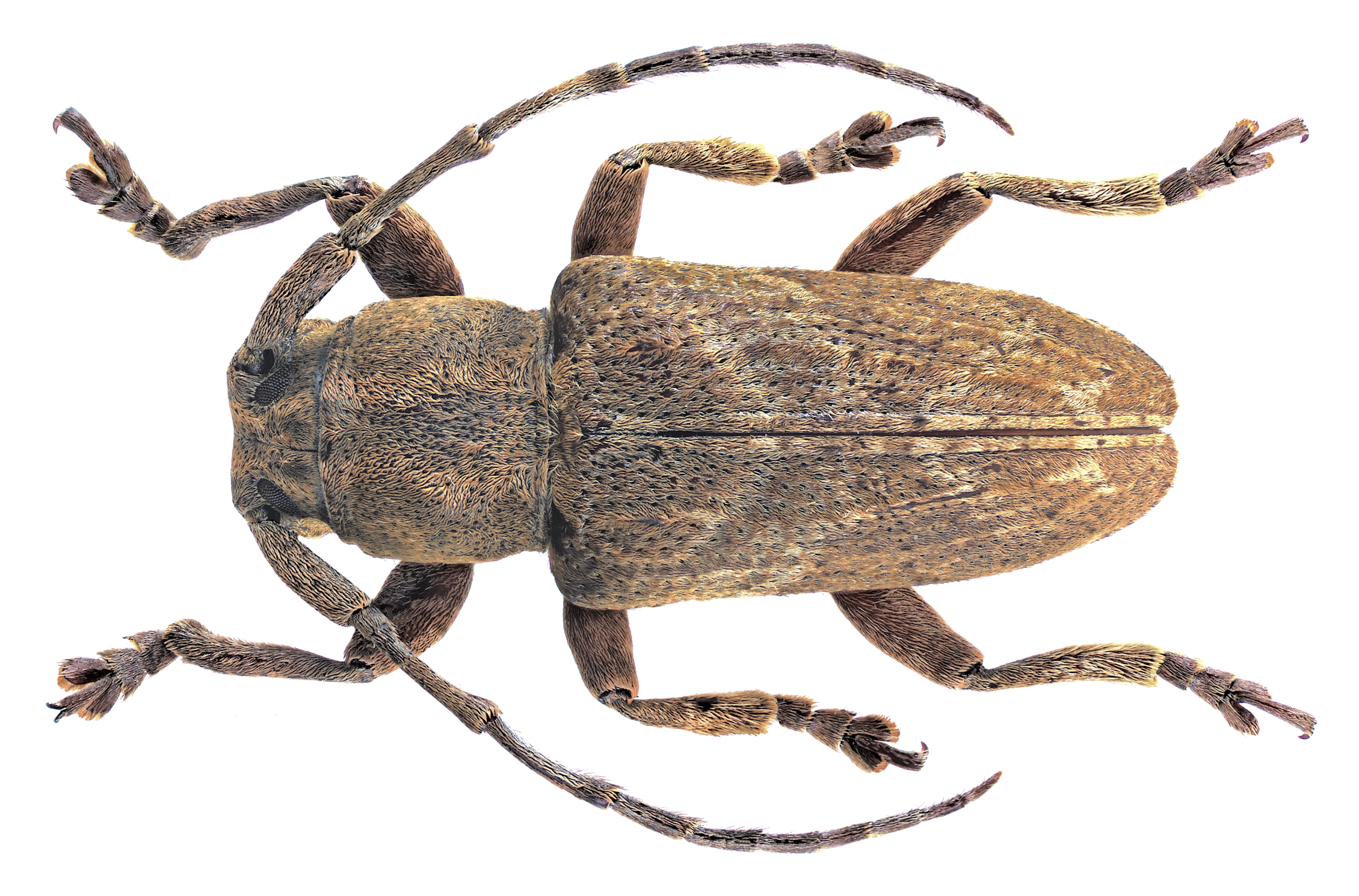
Pterolophia tuberculatrix